# Велони
Вело̀ни (на гръцки: Βελόνη) е бивше село в Република Гърция на територията на дем Гревена, област Западна Македония. На негово място днес е запазена и поддържана само църквата „Животворен извор“.

## География
Селището се е намирало на 880 m надморска височина по средата между селата Крания и Приония, на около 35 km  югозападно от град Гревена, в източните части на планината Пинд.

## История

### В Османската империя
В края на XIX век Велони е малка християнска махала в южния край на Гревенската каза на Османската империя. Според повечето сведения жителите ѝ са власи.
Според статистика на Серфидженския санджак на гръцкото консулство в Еласона от 1904 година във Велони (Βελόνη), Гревенска каза, живеят 28 гърци елинофони християни.
Населението се занимава със скотовъдство.

### В Гърция
През Балканската война в 1912 година в селото влизат гръцки части и след Междусъюзническата в 1913 година Велони влиза в състава на Кралство Гърция. През 1913 година при първото преброяване от новата власт във Βελιόνη са отбелязани 11 жители.
След Втората световна война селото постепенно се напуска от населението и при преброяването през 1971 година в нея не са регистрирани жители.
| Година    | 1913 | 1920 | 1928 | 1940 | 1951 | 1961 | 1971 | 1981 | 1991 | 2001 | 2011 | 2021 |
| --------- | ---- | ---- | ---- | ---- | ---- | ---- | ---- | ---- | ---- | ---- | ---- | ---- |
| Население | 11   | 8    | 47   | 33   | 0    | 15   | 2    |      |      |      |      |      |